# Pontiac (Michigan)
 For alternative betydninger, se Pontiac. (Se også artikler, som begynder med Pontiac)
Pontiac er en amerikansk by og administrativt centrum i det amerikanske county Oakland County, i staten Michigan. Byen har 61.606(2020) indbyggere.

## Ekstern henvisning
- Pontiacs hjemmeside (engelsk)

1. 1 2  USA's folketælling fra 2020, hentet 1. januar 2022 (fra Wikidata).